# Михайло-Анновка
Михайло-Анновка (укр. Михайло-Ганнівка) — село,
Михайло-Анновский сельский совет,
Конотопский район,
Сумская область,
Украина.
Код КОАТУУ — 5922086001. Население по переписи 2001 года составляло 172 человека.
Является административным центром Михайло-Анновского сельского совета, в который, кроме того, входят сёла
Турутино, 
Ульяновка и
Фесовка.

## Географическое положение
Село Михайло-Анновка находится в 3-х км от левого берега реки Ромен,
на расстоянии до 2-х км от сёл 
Фесовка,
Андреевское и
Ульяновка.
В 5-и км проходит автомобильная дорога Р-60.

## История
- Вблизи села обнаружено поселение времени неолита.
- Село Михайло-Анновка известно с XIX века.

## Экономика
- Молочно-товарная ферма.
- ОАО «Агрохимсоюз».
- ООО «Агрохимцентр».
- ЧСП «Деметра».

## Объекты социальной сферы
- Школа.
- Клуб.
- Фельдшерско-акушерский пункт.